# كاميلي داغينيه
كاميلي داغينيه هو مهندس كندي، ولد في 12 نوفمبر 1920 في مونتريال في كندا، وتوفي في 18 سبتمبر 2016.